# 三宅康和
三宅 康和（みやけ やすかず）は、三河田原藩の第9代藩主。田原藩三宅家12代。

## 生涯
寛政10年（1798年）8月9日、第8代藩主・三宅康友の次男として江戸で生まれる。文化3年（1806年）2月に兄の亀吉が死去したため、4月25日に世子となった。文化6年（1809年）、父が死去したため家督を継いだ。
文化7年（1810年）6月から藩財政再建などを中心とした藩政改革に取り組み、9月には藩校・成章館を創設し、文化9年（1812年）や文政元年（1818年）10月などには5ヵ年にわたる倹約令を出すなどしたが、日光祭祀奉行や江戸城和田倉門番などにおける出費、さらに康和自身が病弱だったため、改革は失敗した。文化12年（1815年）12月16日に従五位下・備中守に叙位・任官し、文化14年（1817年）9月に対馬守に遷任している。
文政6年（1823年）2月8日、江戸で死去した。享年26。跡を弟で養子の康明が継いだ。

## 系譜
父母
- 三宅康友（父）
- 美濃、黙笑院 ー 大岡忠喜の娘（母）

養子
- 三宅康明 ー 実弟